# Tadek Marek

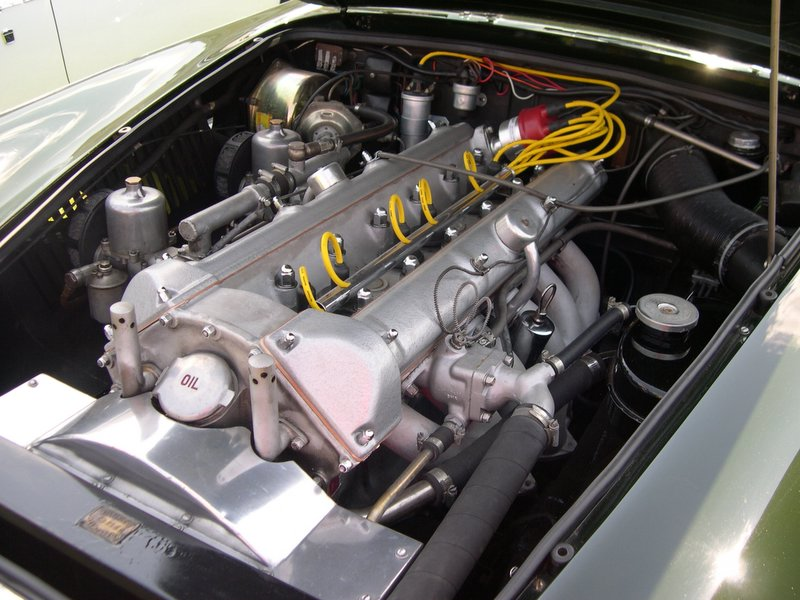
Tadek Marek diseñó el motor Aston Martin de 6 cilindros en línea y 3,7 litros. Imagen de un DB4

Tadeusz "Tadek" Marek (1908-1982) fue un ingeniero automovilístico polaco, conocido por el diseño de los motores de Aston Martin durante la década de 1960.

## Semblanza
Marek nació en Cracovia y estudió ingeniería en la Universidad Técnica de Berlín, antes de trabajar para Fiat en Polonia y también para General Motors. A pesar de sufrir un grave accidente durante una carrera en 1928, disputó el Rally de Montecarlo de 1937 en un Fiat 1100, con un Lancia Aprilia en 1938 y con un Opel Olympia en 1939. Conduciendo un sedán Chevrolet Master ganó el XII Rally de Polonia (1939), antes de trasladarse a Gran Bretaña en 1940 para incorporarse al ejército polaco al comienzo de la Segunda Guerra Mundial. Participó en el desarrollo del motor Meteor para el carro de combate Centurion (1944), pero después de la guerra regresó a Alemania, donde trabajó para la Administración de las Naciones Unidas para el Auxilio y la Rehabilitación.
En 1949 se incorporó a la Austin Motor Company, desde donde pasó a Aston Martin en 1954. Destacó por su trabajo en tres motores, desarrollando el motor de aleación de seis cilindros en línea del automóvil de carreras Aston Martin DBR2 (1956), rediseñando el venerable motor Lagonda de seis cilindros en línea de la compañía (1957) y desarrollando el motor Aston Martin V8 (1968).
El motor Lagonda recibió un nuevo bloque de hierro fundido mejorado, utilizado en el DB Mark III que debutó en 1957. Después de las modificaciones, el motor DBR2 se utilizó en los DB4 (1958), DB5 (1963), DB6 (1965) y en el DBS (1967). El V8 apareció por primera vez en el DBS en 1969, y pasó a impulsar a los Aston Martin durante casi cinco décadas antes de ser retirado en 2000. A mediados de los 60 el motor V8 se instaló en un prototipo del DB5 conducido personalmente por Marek, y también en un Aston Martin DB7 (normalmente con motor de 6 cilindros) en 1998.
Marek y su esposa se mudaron a Italia en 1968, donde murió en 1982.